# Спектрум-центр
«Спектрум Центр» (англ. Spectrum Center, раніше «Шарлотт-Бобкетс-арена» та «Тайм Ворнер Кейбл арена») — спортивний комплекс у Шарлотті, відкритий у 2005 році. Місце проведення міжнародних змагань з кількох видів спорту і домашня арена для команди «Шарлотт Горнетс», що входить до НБА.

## Місткість
- баскетбол 19 026 (поширюється до 20 200)
- Хокей із шайбою 14 100